# Прийма Софія Сергіївна
Софія Сергіївна Прийма (5 червня 1998, Львів) — українська тріатлоністка. Майстер спорту міжнародного класу. Чемпіонка світу з акватлону серед молоді. Переможниця юніорського чемпіонату Європи з кросового дуатлону.

## Біографічні відомості
Вихованка Львівської школи спортивної майстерності. Майстер спорту України міжнародного класу з тріатлону, майстер спорту з велоспорту. Тренери — Сергій Прийма, Юрій Сорохан. Виступає за Збройні Сили України. Студентка Львівського державного університету фізичної культури. 2015 року вступила на факультет фізичного виховання цього вишу.

## Досягнення
- 2013, 2014 — чемпіонка України серед юніорів.
- 7 червня 2014 — переможниця етапу Кубка Європи серед юніорів (Купишкіс, Литва).
- 23 квітня 2016 — переможниця чемпіонату Європи з крос-дуатлону серед юніорів (Тиргу-Муреш, Румунія).
- 28 серпня 2016 — друге місце на етапі Кубка Європи серед юніорів (Тулча, Румунія).
- 1 жовтня 2016 — чемпіонка України серед жінок і серед молоді на спринтерській дистанції в дуатлоні.
- 27 травня 2017 — третє місце на чемпіонаті Європи з акватлону серед юніорів.
- 27 липня 2017 — віце-чемпіонка Європи з крос-дуатлону серед юніорів (Тиргу-Муреш, Румунія).
- 29 липня 2017 — чемпіонка Європи з крос-тріатлону серед юніорів (Тиргу-Муреш, Румунія).
- 3 вересня 2017 — переможниця етапу Кубка Європи серед юніорів (Тулча, Румунія).
- 2017, 2018, 2019 — чемпіонка України з кросового тріатлону. Змагання проходили від озера Сомин до села Смідин Турійського району Волинської області[6][7][8].
- 2 червня 2018 — третє місце на етапі Кубка Європи (Дніпро, Україна).
- 12 липня 2018 — чемпіонка світу з акватлону серед молоді (Фюн, Данія)[9]. П'яте місце в загальному заліку.
- 24 жовтня 2018 — віце-чемпіонка Європи з акватлону серед молоді (Ібіса, Іспанія)[10].
- 25 жовтня 2018 — бронзова призерка чемпіонату Європи з крос-тріатлону (Ібіса, Іспанія).
- 25 жовтня 2018 — чемпіонка Європи з крос-тріатлону серед молоді (Ібіса, Іспанія)[11][12].
- квітень 2019 — чемпіонка України в приміщеннях (Львів)[13].
- 30 квітня 2019 — віцечемпіонка світу з крос-тріатлону (Понтеведра, Іспанія). Сьоме місце в загальному заліку.
- 19 травня 2019 — бронзова призерка чемпіонату України з акватлону (Запоріжжя).
- травень 2019 — чемпіонка України на спринтерській дистанції (Запоріжжя)[14].
- червень 2019 — бронзова призерка чемпіонату України на олімпійській дистанції (Вишгород)[15].
- 29 червня 2019 — бронзова призерка чемпіонату Європи з крос-тріатлону серед молоді (Тиргу-Муреш, Румунія). Дев'яте місце в загальному заліку[16].
- 2 липня 2019 — бронзова призерка чемпіонату Європи з крос-дуатлону серед молоді (Тиргу-Муреш, Румунія). Сьоме місце в загальному заліку
- 5 липня 2019 — бронзова призерка чемпіонату Європи з акватлону серед молоді (Тиргу-Муреш, Румунія). Дванадцяте місце в загальному заліку.
- липень 2019 — чемпіонка України на спринтерській дистанції (Біла Церква)[17].
- 14 жовтня 2019 — учасниця змагань з акватлону на Всесвітніх пляжних іграх у Катарі (20 місце). Наступного дня виступала поза конкурсом за другу команду України в естафеті разом з Віталієм Воронцовим. Перша команда України посіла шосте місце (Маргарита Крилова, Сергій Курочкін).
- липень 2020 — віце-чемпіонка України на олімпійській дистанції (Сухолуччя, Київська область). Кращий результат показалала учасниця трьох Олімпіад Юлія Єлістратова[2][18][19].
- серпень 2020 — переможниця «Кубка Хортиці», найстарішого міжнародного турніру в Україні.
- квітень 2021 — чемпіонка України з триатлону в приміщеннях (у Львові).
- травень 2021 — чемпіонка України з триатлону на спринтерській дистанції (Київ).
- серпень 2021 — чемпіонка України з крос-дуатлону (Ковель).
- серпень 2021 — переможниця «Кубка Хортиці».
- вересень 2021 — володар Кубка України на суперспринтерській дистанції (Львів).
- 24 вересня 2021 — бронзова призерка молодіжного чемпіонату Європи з кросового дуатлону. Дев'яте місце в загальному заліку. Турнір проходив в Італії.
- 30 жовтня 2021 — срібна призерка молодіжного чемпіонату світу з акватлону. Восьме місце в загальному заліку. Турнір проходив в Іспанії.
- 27 травня 2022 — учасниця чемпіонату Європи з триатлону (16 місце).
- 8 червня 2022 — учасниця чемпіонату світу з кросового триатлону (7 місце).
- 18 грудня 2022 — віцечемпіонка України з акватлону.
- 1 травня 2023 — учасниця чемпіонату світу з акватлону (12 місце).